# أوقست إيبرهارد مولر
أوقست إيبرهارد مولر (بالألمانية: August Eberhard Müller)‏ هو موزع وملحن ألماني، ولد في 13 ديسمبر 1767 في نورتهايم في ألمانيا، وتوفي في 3 ديسمبر 1817 في فايمار في ألمانيا.

## وصلات خارجية
- أوقست إيبرهارد مولر على موقع ميوزك برينز (الإنجليزية)
- أوقست إيبرهارد مولر على موقع ديسكوغز (الإنجليزية)